# Joseph Johann von Littrow
Joseph Johann von Littrow (Horšovský Týn, 13 marzo 1781 – Vienna, 30 novembre 1840) è stato un astronomo austriaco.
Fu direttore degli osservatori di Cracovia (1807), Kazan'  (1810), Buda (1816) e Vienna (1819). Ivi morì e gli succedette il figlio Karl Ludwig von Littrow.
Discreto costruttore di strumenti, fu anche grande divulgatore.
Gli sono state dedicate un cratere meteoritico, Littrow e una catena montuosa, Catena Littrow, entrambi sulla Luna.

## Opere
- Theoretische und praktische Astronomie. Wien 1821-27, 3 Bde.
- Über Höhenmessung durch Barometer. Wien 1821.
- Analytische Geometrie, Wien 1823.
- Dioptrik, oder Anleitung zur Verfertigung der Fernrohre. Wien 1830.
- Über den gefürchteten Kometen des gegenwärtigen Jahres 1832 und über Kometen überhaupt. Wien 1832.
- Gnomonik, oder Anleitung zur Verfertigung aller Arten von Sonnenuhren. Wien 1833.
- Über Sterngruppen und Nebelmassen des Himmels. Wien 1835.
- Atlas des gestirnten Himmels. Stuttgart 1838.
- Die Wunder des Himmels. Stuttgart 1834-36, 3 Teile.
- Handbuch zur Umrechnung der vorzüglichsten Münzen, Maße und Gewichte. Stuttgart 1832.
- Vermischte Schriften. 3 Bde, hrsg. von Karl Ludwig von Littrow. Stuttgart 1846.